# NGC 1566
NGC 1566 é uma galáxia espiral barrada (SBbc) localizada na direcção da constelação de Dorado. Possui uma declinação de -54° 56' 14" e uma ascensão recta de 4 horas, 20 minutos e 00,5 segundos.
A galáxia NGC 1566 foi descoberta em 28 de Maio de 1826 por James Dunlop.